# 尼罗河流域文明
位於北非尼羅河流域文明是一個世界早期的文明中心。尼羅河流域的地域非常廣泛，包括東、北非的近十个國家，但早期文明主要出現在下游的埃及,最開始時成鎮起源於孟菲斯。

## 地理位置

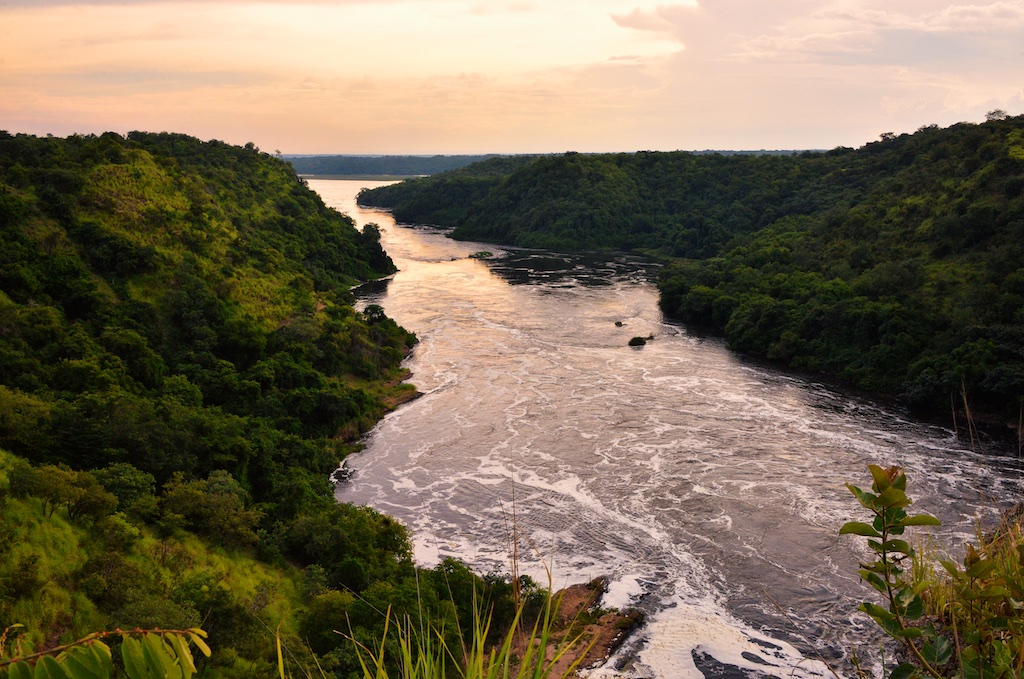
現在的尼羅河

埃及本來處於乾旱酷熱的沙漠地帶，但發源於東非高山的尼羅河每年定期泛濫，卻帶來豐厚的恩賜。每當雨季年臨，河水上漲，淹沒了兩岸的土地。河水退去後，留下一大片肥沃的泥土，適宜種植各種各樣的農作物。此外，尼羅河內豐富的魚類和水產，也為埃及人民提供了大量的食物。
在尼羅河的哺育下，埃及人漸漸發展出高度文明。再加上埃及北面、東面瀕臨地中海、紅海，西面、南面有沙漠作屏障，外敵進犯不易，也使其文明成果容易得到保護。所以，埃及人常說：沒有尼羅河這條母親河，就沒有埃及的古典文明。

## 文化

### 文字
尼罗河流域文明流通兩種文字，較為聞名的是聖書文。

### 發明
- 聖書體
- 古埃及曆法
- 汲水器
- 日晷
- 水鐘

### 建築
- 金字塔
- 獅身人面像

## 宗教
古埃及人信奉多神教，认为世上的一切都受神的控制，故对各方神祇十分尊重。在众多神祇中，最重要的有两个，一个象征一切权力来源的太阳神，埃及国王——法老（Pharaoh），以太阳神之子的身份建立统治地位。另一个代表周而复始，具有再生能力的尼罗河神，因此古埃及人相信人死后会复活，而热衷于制作木乃伊（Mummy），以备死后灵魂与肉体重合。

## 社會

### 社會階級

#### 奴隸
以銅幣交易